# Sega Chihiro
Sega Chihiro — аркадный автомат, базирующийся на архитектуре Microsoft Xbox.

## Характеристики
- Процессор: Intel Pentium III 733 МГц (133 МГц FSB)
- Графика:
  - nVidia XChip 200 МГц (основан на nVidia GeForce 3)
  - Вывод полигонов: 125M в секунду (теоретический максимум)
  - Скорость рендеринга: 4.0 гигапикселов/сек
- Звук:
  - Cirrus Logic CS4630 Stream Processor
  - nVidia nForce (Real time Dolby Digital 5.1 encoding)
- ОЗУ: Обновляемый модуль, от 64 до 512 МБ
- Носитель: Sega GD-ROM